# Bing Ads
Microsoft Advertising  (anteriormente Bing Ads, Microsoft adCenter e MSN adCenter) é uma plataforma de publicidade online desenvolvida pela Microsoft  que fornece publicidade de pagamento por clique (PPC) nos motores de busca Bing , Yahoo!, e DuckDuckGo. Bem como em outros sites, aplicativos móveis, e vídeos. 
Em 2021, a Microsoft Advertising ultrapassou US$ 10 bilhões em receita anual. 

## História
A Microsoft foi a última das "três grandes" motores de busca (que também inclui o Google e Yahoo!) a desenvolver seu próprio sistema de pagamento por clique (PPC). Até o início de 2006, todos os anúncios exibidos no motor de busca do MSN foram fornecidos pela Overture (e mais tarde Yahoo!). MSN recebia parte da receita publicitária em troca de exibir anúncio do Yahoo! em seu motor de busca.
Como marketing de busca cresceu, a Microsoft começou a desenvolver seu próprio sistema, MSN adCenter, para a venda de anúncios PPC diretamente aos anunciantes. Como o sistema foi introduzido gradualmente, MSN Search (agora Bing) incorporou sua publicidade adCenter nos resultados de busca do Yahoo!. O esforço da Microsoft para criar adCenter foi liderado pelo Tarek Najm, então o gerente geral da divisão MSN da Microsoft. Em junho de 2006, o contrato entre Yahoo! e Microsoft havia expirado, e a Microsoft foi exibindo somente anúncios de adCenter até 2010.
Em novembro de 2006, a Microsoft adquiriu a DeepMetrix, uma empresa situada em Gatineau, Canadá, que criou o software de web-analytics. A Microsoft desenvolveu o novo produto adCenter Analytics baseado na tecnologia adquirida. Em outubro de 2007, a versão beta da Microsoft Project Gatineau foi lançada a um número limitado de participantes.
Em maio de 2007, a Microsoft concordou comprar a empresa-mãe de soluções de marketing digital, aQuantive, por aproximadamente seis bilhões de dólares. A microsoft posteriormente revendeu Atlas, peça chave da aquisição da aQuantive, ao Facebook em 2013.
A Microsoft adquiriu SreenTonic em 3 de maio de 2007, AdECN em 26 de julho de 2007 e YaData em 27 de fevereiro de 2008, e mesclaram suas tecnologias em adCenter.
Em 23 de fevereiro de 2009, Publisher Leadership Council foi criada sob a égide da Microsoft Advertising. O conselho foi responsável de entregar a plataforma de publicidade da próxima geração para os editores de mídia digital, resultando na formação de Microsoft pubCenter.
Em janeiro de 2010, a Microsoft anunciou um acordo em que iria assumir pela operação funcional do Yahoo! Search, e estabelecer um empresa conjunta para vender publicidade no Yahoo! Searh e Bing, conhecido como Aliança Microsoft-Yahoo. Uma transição completa de todos os clientes de anúncios patrocinados por Yahoo! a Microsoft adCenter ocorreram em outubro de 2010.
Em 10 de outubro de 2012, adCenter passou a se chamar Bing Ads, e a Search Alliance foi renomeada como Yahoo! Bing Network.
Em abril de 2015, a parceria do Yahoo! foi modificada; Yahoo! Search só terá que apresentar resultados do Bing na "maioria" do tráfego dos desktops, deixando a empresa aberta a "melhorar a experiência de pesquisa", não-exclusivamente em computadores e dispositivos móveis. Além disso, a Microsoft irá assumir como vendedora exclusiva de anúncios fornecidos pelo Bing; Yahoo! irá vender seus próprios anúncios através de sua nova plataforma chamada Yahoo! Advertising.
Em 29 de junho de 2015, AOL Inc. anunciou um acordo e parceria para assumir a maioria dos negócios de vendas de anúncios da Microsoft. Sob o pacto, a AOL irá assumir a venda de visualização, anúncios de vídeo e móveis em várias plataformas da Microsoft em nove países, incluindo Brasil, Canadá, Estados Unidos e Reino Unido. Tanto quanto 1 200 empregados da Microsoft envolvidos com o negócio irão ser transferidos para a AOL. Por sua vez, as propriedades da AOL irão substituir Google com o Bing, e exibir Bing Ads vendido pela Microsoft.

## Tecnologia
Similar ao Google Ads, Microsoft Advertising  utiliza tanto a quantidade máxima que um anunciante está disposto a pagar por clique (PPC) em seu anúncio e taxa de cliques (CTR) da propaganda para determinar a frequência que um anúncio é mostrado. O sistema incentiva anunciantes a escrever anúncios eficazes e anunciar apenas em pesquisas relevantes para sua propaganda.
Microsoft Advertising permite aos anunciantes direcionar seus anúncios, restringindo seus anúncios para um determinado conjunto de dados demográficos e aumentando suas ofertas sempre que o anúncio é visto por um usuário de um determinado demográfico. Desde novembro de 2006, nenhum outro sistema de publicidade PPC tem um recurso similar. Da mesma forma, o Bing Ads permite aos anunciantes veicular seus anúncios em dias específicos ou em certos períodos do dia.
Semelhante ao AdWords Editor, Microsoft Advertising fornece uma ferramenta de desktop para gerenciar campanhas offline, chamado como Microsoft Advertising Editor. Usando esse editor, você pode fazer alterações offline às suas campanhas e, mais tarde, sincronizá-las.
Microsoft Advertising também fornece APIs que podem ser usados para gerenciar campanhas de publicidade.